# Opération Mountain Thrust
Guerre d'Afghanistan

L'opération Mountain Thrust est une vaste opération de la Coalition dans le sud de l'Afghanistan (provinces de Kandahar, d'Helmand, de Paktika, de Zabul et d'Uruzgan) déclenchée dans le but d'arrêter la renaissance de la guérilla des talibans, pendant la Guerre d'Afghanistan (2001-2021). Ce fut la plus vaste opération depuis 2001. Elle se déroula du 15 mai au 31 juillet 2006.

## Opération
Outre un important appui aérien, la Coalition engage plus de 11 000 hommes dans l'opération (3 500 Afghans, 3 300 Britanniques, 2 300 Américains et 2 200 Canadiens). Les résultats demeurent cependant faibles et la résistance de la guérilla est forte comme le montre la bataille découlant de l'opération Kaika. Les pertes de la Coalition sont même proportionnellement plus élevées qu'à l'accoutumée. En effet, 155 soldats sont tués, 106 autres blessés et 40 policiers afghans sont capturés. De leur côté, les insurgés, selon l'OTAN, perdent pas loin de 1 500 combattants (environ 1 100 morts et 400 prisonniers) notamment sous les frappes aériennes.